# Wspólnota administracyjna Hockenheim
Wspólnota administracyjna Hockenheim – wspólnota administracyjna (niem. Vereinbarte Verwaltungsgemeinschaft) w Niemczech, w kraju związkowym Badenia-Wirtembergia, w rejencji Karlsruhe, w regionie Rhein-Neckar, w powiecie Rhein-Neckar. Siedziba wspólnoty znajduje się w mieście Hockenheim, przewodniczącym jej jest Dieter Gummer.
Wspólnota administracyjna zrzesza jedno miasto i trzy gminy wiejskie:
- Altlußheim, 5 239 mieszkańców, 15,96 km²
- Hockenheim, miasto, 21 118 mieszkańców, 34,84 km²
- Neulußheim, 6 626 mieszkańców, 3,39 km²
- Reilingen, 7 139 mieszkańców, 16,35 km²